# Kurt Jannott

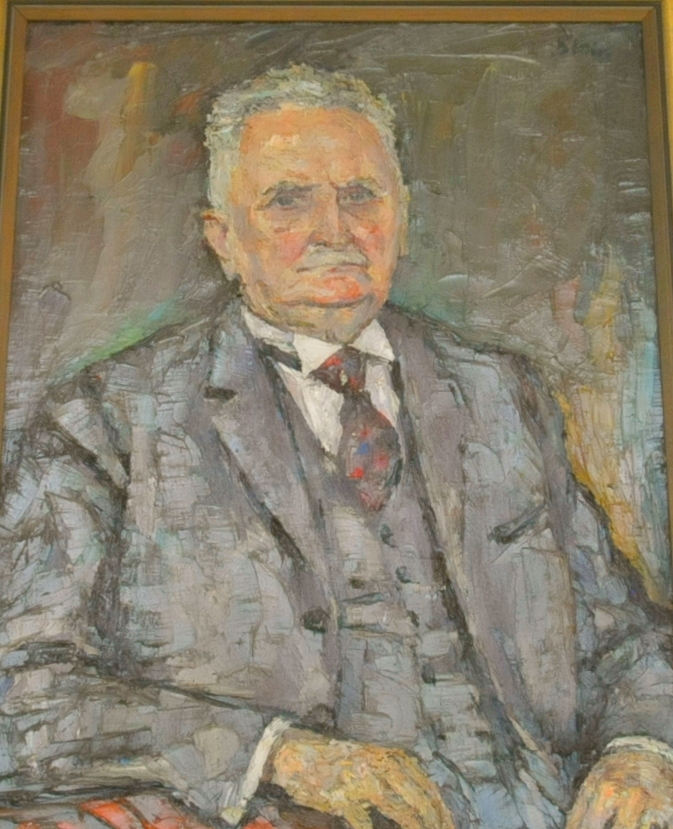
Gemälde von Kurt Jannott im Deutschen Versicherungsmuseum

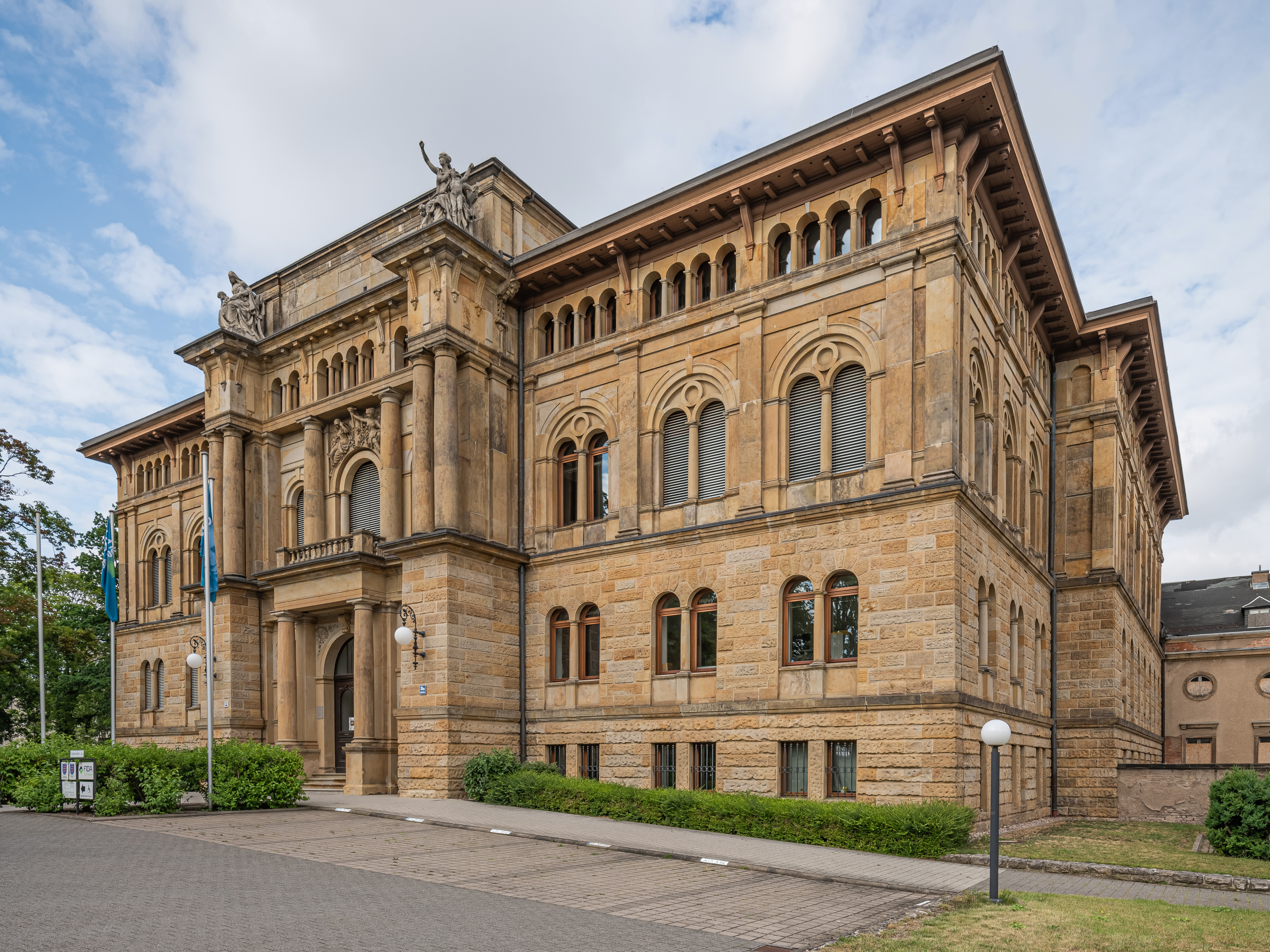
Das Gebäude der ehemaligen Gothaer Lebensversicherung in der Gothaer Bahnhofstraße, jetzt Deutsches Versicherungsmuseum Ernst Wilhelm Arnoldi und Sitz zweier Thüringer Gerichte

Kurt Jannott (* 1. November 1887 in Stettin; † 30. Januar 1968 in Göttingen) war ein deutscher Versicherungsmanager.
Jannott war Mitbegründer und Vorstandsvorsitzender der 1924 von der Gothaer Lebensversicherungsbank gegründeten Gothaer Allgemeinen Versicherungs AG von 1924 bis 1957 und Aufsichtsratsmitglied von 1962 bis 1968. Jannott entwickelte Regelungen für den Schutz von Verkehrsopfern und war damit Wegbereiter der Kfz-Haftpflichtversicherung.

## Werdegang
Kurt Jannott wurde  in Stettin als Sohn einer Kaufmannsfamilie geboren. Nach dem Besuch des Realgymnasiums ging er in die Versicherungswirtschaft. Von Stettin über Köln kam er nach einem kurzen Kriegsdienst nach Berlin, wo er bei der Hohenzollern Versicherung die HUK-Sparten leitete. 1922 wurde er stellvertretendes Vorstandsmitglied für die Sparten HUK bei der Friedrich Wilhelm Versicherung.
Am 6. Februar 1946 erhielt die Gothaer Allgemeine den Befehl der Roten Armee, ihr Verwaltungsgebäude in Gotha zu räumen. Am 18. Dezember 1945 erfolgte der Beschluss der Hauptversammlung zur Sitzverlegung der Gesellschaft von Gotha nach Göttingen; diese wurde am 29. März 1946 ins Handelsregister Göttingen eingetragen.
Die Versicherungswirtschaft verdankt den Ideen und Vorschlagen Kurt Jannotts unter anderem:
- die Einführung einer Indexklausel in der HUK-Versicherung im Jahr 1922 mit gleitenden Versicherungssummen;
- die Sicherstellung der Rechte des geschädigten Dritten durch Einführung von Zusatzbedingungen zur Kraftfahrt-Haftpflicht-Versicherung;
- die internationale (grüne) Versicherungskarte für Auslandsreisen;
- die Beitragsrückvergütung aufgrund einer satzungsgemäßen Verpflichtung, die bei Aktiengesellschaften noch nicht üblich war;
- die Einführung von Kollektivverträgen/Großverträgen für bestimmte abgegrenzte Zielgruppen und Verbände.[3]

Jannotts zweiter Sohn Horst (1928–1993) war Vorstandsvorsitzender der Münchner Rück, sein dritter Sohn Edgar (* 1934) wurde 1983 Vorstandsvorsitzender der Victoria, später der ERGO Versicherungsgruppe.
Der Gothaer Ehrenbürger Edgar Jannott sprach im „Deutschen Versicherungsmuseum Ernst Wilhelm Arnoldi“ zur Eröffnung einer neuen Ausstellungsvitrine, die seinem Vater Kurt Jannott gewidmet ist.

## Auszeichnungen
- 1952 Ehrendoktor der Rechts- und Staatswissenschaftlichen Fakultät der Georg-August-Universität Göttingen
- 1959 Ehrensenator der Technischen Universität Braunschweig

## Werke
- Reformgedanken aus dem Versicherungswesen. Jena 1934.
- Kraftfahrzeughaftpflicht-Recht und -Versicherung im In- und Ausland. (Zur Frage des Versicherungszwangs), Heft 59 der Veröffentlichungen des Deutschen Vereins für Versicherungs-Wissenschaft, 1937.
- K. Jannott, K. Ossewski: Die Kraftfahrversicherung. In: 50 Jahre materielle Versicherungsaufsicht. 2. Band, 1952, S. 227.
- Rückblick und Ausblick. 50 Jahre Gothaer Allgemeine Versicherung AG. hrsg. von der Gothaer Allgemeinen Versicherung AG. Göttingen 1974.